# 克里斯托弗·凯恩斯
克里斯托弗·凯恩斯（英語：Christopher Cairns，1957年6月21日—），澳大利亚男子帆船运动员。他曾代表澳大利亚参加1984年夏季奥林匹克运动会帆船比赛，搭档斯科特·安德森获得一枚铜牌。